# Islámská expanze
Rané muslimské výboje (arabsky الفتوحات الإسلامية‎, al-Futūḥāt al-Islāmiyya), označované také jako arabské výboje a rané islámské výboje, začal islámský prorok Mohamed v 7. století. Na Arabském poloostrově založil nový jednotný řád, který v následujících stoletích zažil v rámci rašídských a umajovských chalífátů rychlou expanzi.
Předmětem tohoto článku je samotná vojenská expanze Arabů. O hospodářském a kulturním vývoji pojednávají články arabská věda a islámské umění. Teologický a náboženský vývoj popisuje článek islám. Historickému vývoji prvního islámského státu se věnuje článek chalífát.

## Počáteční situace

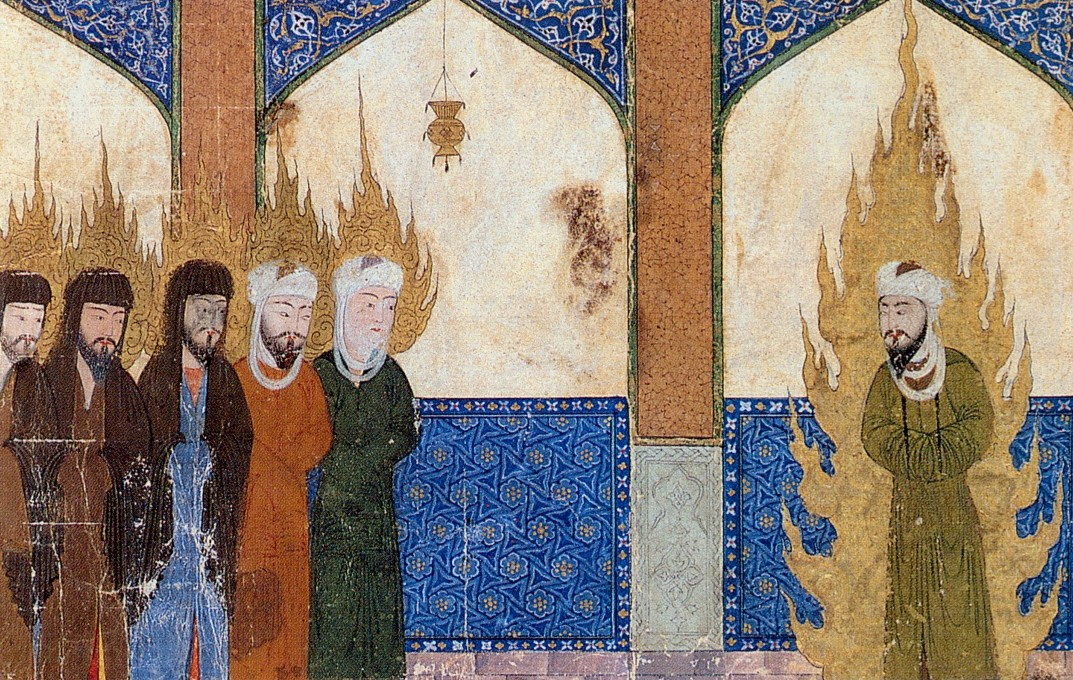
Mohamed vede Abraháma, Mojžíše a Ježíše.

Moc islámu se v době smrti proroka Mohameda v roce 632 rozprostírala především na Arabském poloostrově, ovšem jeho okrajové oblasti setrvávaly pod kontrolou východořímské resp. sásánovské říše.
Obě tyto pozdně antické mocnosti přenechaly obranu svých pohraničních oblastí z velké části spojeneckým arabským kmenům a využívaly je také ve vzájemných konfliktech. Východní Římané se již od 5. století často spoléhali na částečně christianizované arabské Ghasánovce, kteří vládli na území jižně od Damašku. Avšak sásánovský velkokrál Husrav II. zničil již kolem roku 602 svého hlavního arabského vazala, říši Lachmovců, jejíž hlavní město Híra se nacházelo v dnešním jižním Iráku. Během těchto bojů Arabové dobře poznali, že jejich pohyblivá lehká jízda se vyrovná těžce opancéřovaným, nicméně těžkopádným sásánovským katafraktům, a dokonce nad nimi dokáže získat i převahu. Toto zjištění, vlastní schopnosti vojensky porazit mocnou sásánovskou říši, se mezi Araby rychle rozšířilo a nepochybně sehrálo významnou úlohu v pozdějších událostech. Islámská expanze byla v podstatě reakcí na nebezpečí vzájemných arabských rozbrojů, které nastaly bezprostředně po smrti proroka Mohameda. Staletou vzájemnou řevnivost jednotlivých arabských kmenů se proto první kalifové rozhodli překonat sjednocením věřících v boji proti vnějším nepřátelům.
Arabskou expanzi výrazně usnadnila tehdejší slabost obou jejích mocných soupeřů: Byzantinci stejně jako Peršané byli vyčerpáni dlouhým obdobím vzájemných konfliktů, které skončily teprve v roce 629. Obě říše střežily především své společné hranice. Naproti tomu primitivní arabské kmeny nebyly pokládány za závažnou hrozbu. Toto podcenění se mělo později ukázat jako osudové. Třebaže císař Herakleios porazil Peršany a zachránil tak východořímskou říši před zkázou, ještě za jeho života začala hlavní fáze arabské-islámské expanze a to právě v okamžiku, kdy Římané byli nuceni v důsledku akutního nedostatku financí zastavit platby svým arabským spojencům, čímž oslabili svoji pohraniční obranu.

## Šíření islámu

### Dobytí římského Orientu
Již v roce 629 vpadlo do Palestiny arabské vojsko, tehdy však ještě bylo spojenými silami Římanů a křesťanských Arabů poraženo. V roce 630 byla Mekka dobyta Mohamedem. O dva roky později prorok umírá.
Na podzim roku 633 pronikla do Palestiny a Sýrie další silná arabská armáda. Dokázala porazit některé menší císařské oddíly, avšak její postup byl celkově pomalý; zčásti asi také díky soustředěnému odporu východořímských pohraničních oddílů. Kalif Abú Bakr proto požádal velitele vojska v jižním Iráku, Chálida ibn al-Valída, aby vyslal do Sýrie posily. S touto pomocí byl pak místní římský odpor konečně zlomen. Císař Herakleios, který nepočítal s tak silným útokem z pouště, nyní správně zhodnotil rozsah arabského vpádu a vyslal do Sýrie silné vojsko pod velením svého bratra Theodora, které však bylo v létě roku 634 poraženo jihovýchodně od Jeruzaléma.
Krátce na to se Arabové zmocnili Damašku. Při kapitulaci byly městu stanoveny následující podmínky: Nemuslimské obyvatelstvo mělo novým pánům odvádět daň z hlavy (džizja), bylo ale osvobozeno od islámské daně, zakátu. Kromě toho byla nevěřícím zaručena možnost svobodného vykonávání svých náboženských obřadů a v běžném životě byli akceptováni jako rovnoprávní občané.
20. srpna roku 636 se odehrála na řece Jarmúku v dnešním Jordánsku osudová bitva. Římské vojsko – asi 40 000 mužů – mělo sice početní převahu, avšak bylo vyčerpané předchozím náročným pochodem. Především ale trpělo spory ve velení, které přispěly k četným chybám. Převaha arabské lehké jízdy nad římskou těžkou jízdou, zvláště ale spory ve vrchním velení císařského vojska a topografická nevýhodnost bojiště nakonec způsobily, že Římané, jejichž arabští spojenci pravděpodobně před začátkem bitvy přešli k nepříteli, byli po krutém boji drtivě poraženi. Tím byl osud římské Sýrie zpečetěn. Císař Herakleios, který jen několik let předtím s velkou námahou říši ubránil před Peršany, opustil Antiochii dříve, než také toto město padlo do rukou Arabů a stihl se tak ještě dožít zhroucení svého životního díla. Poničené zbytky císařské armády se stáhly zpět do Anatolie. Císař sám prý upadl do naprosté letargie.
V roce 638 kapituloval rovněž odříznutý Jeruzalém. Významný přístav Caesarea Maritima se s pomocí císařské flotily dokázal udržet až do roku 640. Arabům nyní nestála v cestě žádná římská armáda, a když v červenci téhož roku poblíž dnešní Káhiry porazili slabou římskou posádku v Egyptě, padla jim celá tato bohatá římská provincie, nazývaná „obilnicí říše“, k nohám. Alexandrie, někdejší centrum helénismu, padla v roce 642. Poté, co v roce 646 selhala poslední římská protiofenzíva císaře Konstanta II., byla tato země pro říší ztracena. Po zdolání posledního organizovaného odporu císařských vojsk se velká část civilního obyvatelstva Sýrie a Egypta poměrně rychle přizpůsobila nové arabské vládě. Svou roli přitom asi sehrála skutečnost, že zdejší křesťané byli z větší části monofyzité a nacházeli se proto v trvalé opozici vůči ortodoxním císařům v Konstantinopoli. Do jaké míry přispěla řevnivost uvnitř křesťanské církve k arabskému úspěchu je přesto velmi sporné.
Na severu porazili Arabové do konce padesátých let 7. století Armény. Pohoří Taurus ve východní Anatolii však bránilo Arabům v rychlém postupu do Malé Asie, což poskytlo Byzantincům dost času připravit se na jejich vpád. Reakcí na hrozící arabské nebezpečí bylo vytvoření nového správního systému – themat. Římané zde navíc úspěšně uplatňovali taktiku spálené země. Rovněž se vyhýbali jakékoliv rozhodné bitvě, neboť si už nemohli dovolit další ničivou porážku. Tato opatření nakonec umožnila Byzantincům udržet Malou Asii. Římané tak naposledy prokázali schopnost pružně reagovat na vnější ohrožení. Dva obrovské arabské útoky na Konstantinopol v letech 674–678 a 717–718 byly odraženy. Přesto Byzantinci nedisponovali žádnými vojenskými ani materiálními prostředky nutnými k zahájení protiofenzívy k znovu dobytí ztracených provincií.
V severní Africe se Arabové postupem času probojovali až do dnešního Maroka. Římské Kartágo však kapitulovalo až v roce 698, neboť Berbeři zpočátku bojovali proti Arabům, stejně jako dříve proti Římanům, a zpomalili tak jejich pronikání.

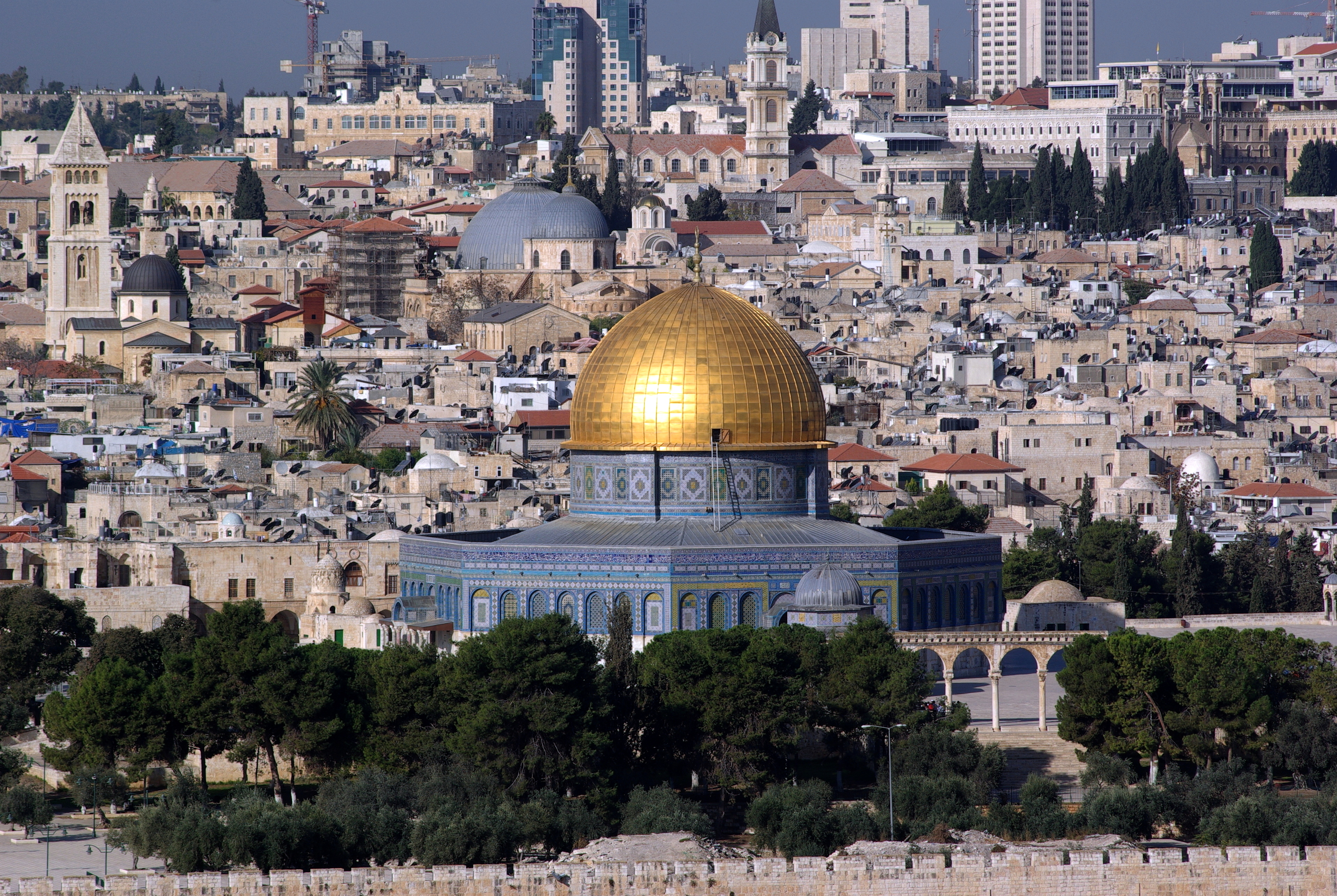
Skalní dóm z Olivové hory v Jeruzalémě

Impérium ztratilo dvě třetiny svého území, tři čtvrtiny svých daňových příjmů a více než polovinu obyvatelstva. Kromě toho přispěly pravidelné arabské vpády do Anatolie k zániku většiny zdejších poleis, které byly buď opuštěny nebo byly nahrazeny malými, opevněnými sídly – takovéto opevněné obce byly nazývány kastron.
Byzantská říše potřebovala dvě staletí, než se zotavila z tohoto šoku a mohla opět přejít do omezené protiofenzívy. Avšak ztráta severoafrických teritorií stejně jako velké části Sýrie a Palestiny se ukázala být trvalá. Tím prakticky skončila pozdně antická fáze vývoje východořímského impéria, k čemuž výrazně přispěly také důsledky rozsáhlých administrativních, vojenských a společenských změn. Staré senátorské elity, které byly již za Fokovy vlády vystaveny těžkým úderům, po arabských vpádech vymizely úplně. S jejich zánikem vzal za své také antický způsob života stejně jako klasická vzdělanost.
Na byzantské území proudili četní uprchlíci, kteří přispěli k posílení císařství. Východořímská říše nyní úplně pozbyla svůj latinsko-římský charakter. Metamorfóza ve středověkou řeckou Byzantskou říši tak byla završena.

### Kolaps sásánovské říše
Současně s invazí na římské území bylo zahájeno arabské dobývání sásánovské říše, která byla vedle Římanů již 400 let nejmocnějším státem na Blízkém východě. V Mezopotámii byl arabský postup nejdříve velmi razantní, neboť zánikem říše Lachmovců vzalo za své nárazníkové pásmo perských arabských vazalů. Perský odpor však oslabily především vzájemné mocenské a bratrovražedné boje mezi Sásánovci po prohrané válce s Herakleiem. Mezi lety 628 a 633 panovalo v Persii celkem 14 různých vládců, včetně dvou žen. Teprve v roce 633 byl opět nastolen klid. Nový velkokrál Jazdkart III. odmítl platit tribut požadovaný Araby a energicky se připravoval k obraně. Prvnímu arabskému útoku se v roce 634 úspěšně ubránil.
Během dalšího arabského tažení došlo v roce 636 (podle některých pramenů až v roce 637) k bitvě u místa jménem Kádisíja, nacházejícím se v dnešním jižním Iráku. Sásánovský vojevůdce Rostám, který velel zdejším pohraničním oddílům, po třídenním krutém boji padl a Arabové po svém vítězství ovládli celou bohatou Mezopotámii i s hlavním městem říše, Ktésifóntem. Následnému rychlému zhroucení sásánovské obrany zřejmě také napomohla vojenská reforma z doby vlády Husrava I. Od té doby totiž čelila eventuálním útokům pouze pohraniční armáda, zatímco v centrálních částech země nebyly umístěny žádné rezervní vojenské oddíly.
Následná perská obranná opatření probíhala nejprve naprosto chaoticky, později ale sásánovský odpor opět zesílil. Především v perském vnitrozemí, na íránské náhorní plošině východně od řeky Tigris, se arabský postup velmi zpomalil. V roce 642 se však přesto osud Sásánovců naplnil. U Nehávandu, jižně od dnešního íránského města Hamadánu, došlo k rozhodující bitvě. Peršané měli zřejmě převahu, ovšem počet 150 000 mužů udávaný arabskými kronikáři slouží zřejmě jen ke zvýraznění arabského vítězství. Sásánovské vojsko patrně čítalo nanejvýš 70 000 vojáků. Samotný průběh bitvy měl proměnlivou povahu. Peršané už téměř dosáhli vítězství, avšak nechali se vylákat zdánlivě ustupujícími Araby, kteří sami utrpěli těžké ztráty a po tvrdém boji Arabům podlehli. Těžká opancéřovaná sásánovská kavalérie se stejně jako v předchozích bojích ukázala málo efektivní proti rychlé arabské jízdě. Kvůli tomu Peršané ztratili bitvu a útočníci si tak brzy podrobili celou Íránskou vysočinu. Poslední sásánovský král Jazdkart III. se následně stáhl na severovýchod do nejzazších končin své říše, do města Mervu v dnešním Turkmenistánu.
Organizovaný odpor Peršanů brzy úplně ustal. Mnozí příslušníci perské šlechty se zřejmě rychle přizpůsobili nové situaci a naučili se s útočníky vycházet. Prosté obyvatelstvo přesto čas od času vedlo povstání proti Arabům, které ostatně považovalo za ďábly. V některých oblastech pokračoval odpor ještě po desetiletí. V roce 651 byl Jazdkart III. usmrcen jedním svým místodržitelem. Ještě po dlouhé době potomci tohoto místodržitele nesli přízvisko „Kralovrah“. Pokusy nejstaršího králova syna Peróze, znovu dosáhnout moci s čínskou pomocí, neuspěly. Peróz později zemřel ve vyhnanství na dvoře čínského císaře z dynastie Tang. Zánikem sásánovské říše tak z jeviště světových dějin zmizela poslední říše starověkého Orientu, třebaže sásánovská kultura si udržovala značný věhlas ještě v dobách abbásovského kalifátu, čímž přetrvala zánik říše. Teprve kolem roku 900 tvořili muslimové v Íránu většinu. Peršané si navíc na rozdíl od obyvatelstva ostatních Araby dobytých zemí zachovali vlastní jazyk.

### Arabské výboje v Evropě a střední Asii

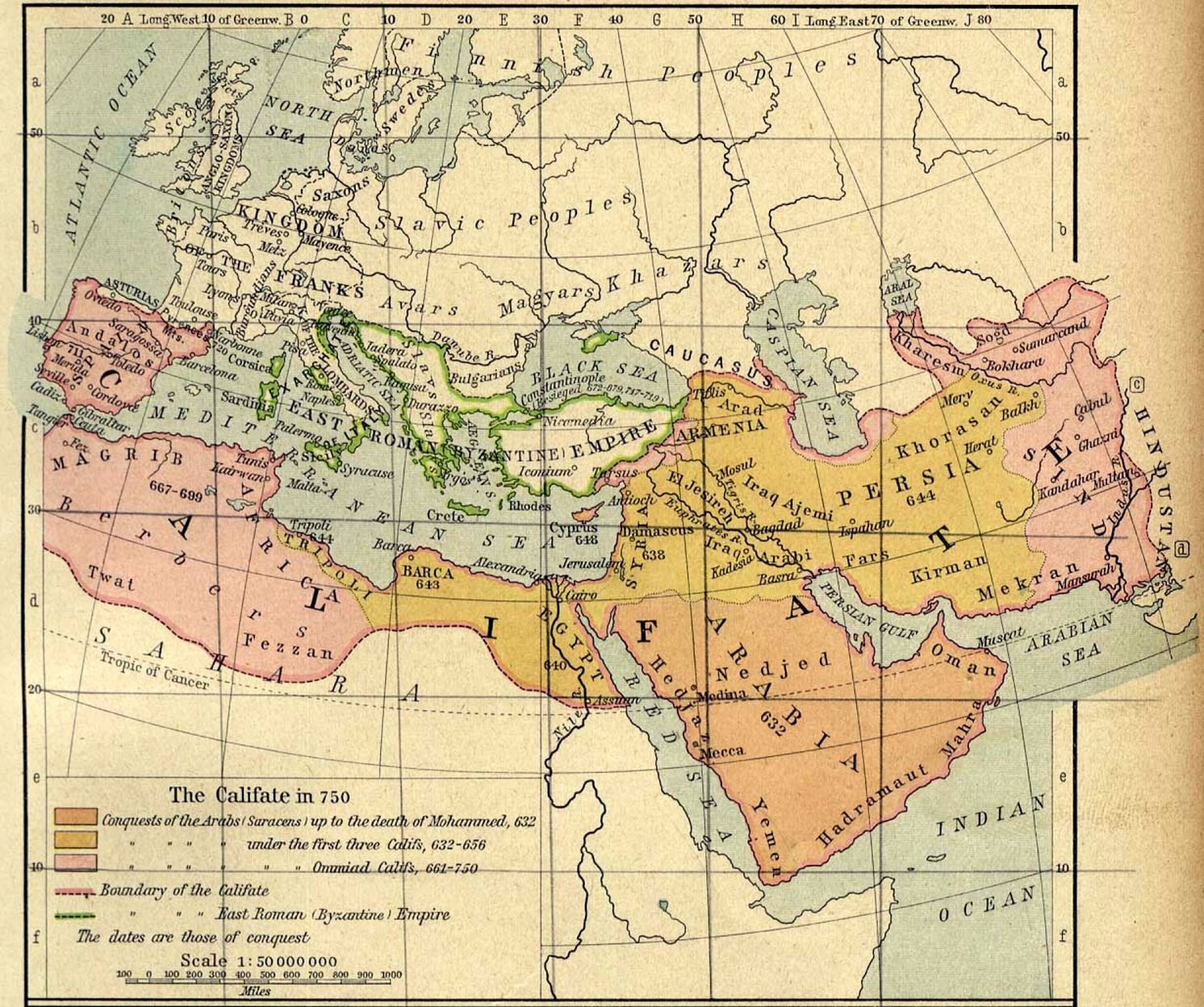
Islámská expanze do roku 750

Arabský kalifát se za vlády kalifa Umara stal námořní mocností, čímž narušil dosavadní byzantskou námořní dominanci ve Středozemním moři. Následovala nová vlna výbojů, během kterých byly dobyty Kypr a Rhodos. V letech 654–655 Arabové porazili Byzantince v několika námořních bitvách.
V letech 674–678 a znovu v zimě na přelomu let 717 a 718 oblehli Konstantinopol, aniž by se jí ale dokázali zmocnit. Tím byl arabský-islámský postup směrem na severozápad fakticky ukončen, neboť zdroje kalifátu byly zcela vyčerpané, navíc počáteční expanzivní síla už vyprchala. Zvláště vnitřní arabské občanské války se postaraly o to, že východ Íránu a části palestinského pobřeží, stejně jako Kypr se dočasně vymkly kontrole kalifátu.
Na západě se však ještě na počátku 8. století podařilo Arabům ovládnout severoafrické pobřeží a v roce 711 přistála arabská vojska vedená muslimským Berberem Tárikem ibn Zijádem u Gibraltaru (Gebr el Tárik – Tárikova skála) ve Španělsku. Vizigóti byli v červenci 711 poraženi v bitvě na Guadalete. Arabové si během několika let po této bitvě podrobili celou zemi. Pouze s výjimkou odlehlé a nepatrné křesťanské enklávy na severu (Království Asturie). Arabové postupovali dále na sever, než je v roce 732 v bitvě u Tours v Akvitánii zastavil franský majordomus Karel Martel. Přesto si Arabové až do roku 759 podrželi kontrolu nad územím Septimánie v dnešní jižní Francii.
Na východě dosáhli muslimové v roce 712 hranic Číny a Indie. V Transoxanii si podrobili tamní turecká území, což mělo dalekosáhlé důsledky v podobě pomalé islamizace tohoto národa. Na jihu podnikali Arabové první vpády do Indie. V roce 751 porazili v bitvě u Talas čínské vojsko, neboť mnozí čínští vojáci pokládali Araby za osvoboditele a proto k nim houfně dezertovali. Důsledkem tohoto vítězství bylo vytlačení čínského vlivu ze střední Asie a jeho nahrazení islámem.
Tím byla skončena první a rozhodující fáze expanze islámu. V 9. století proběhla ještě invaze na Sicílii a na Krétu. Do té doby než Byzanc opět přešla do ofenzívy, mohli Arabové operovat ve Středozemním moři zcela nerušeně. Vliv islámu na západě již od konce 10. století krok za krokem upadal vlivem počínající reconquisty na Pyrenejském poloostrově a dobytím arabské Sicílie Normany v druhé polovině 11. století.

## Administrativní opatření Arabů na dobytých územích
Sýrii rozdělili Arabové podle byzantského vzoru do čtyř správních oblastí. Rovněž byly převzaty řecké správní úřady, což mělo za následek, že řečtina stejně jako perština sloužily jako jazyky správních orgánů kalifátu až do 8. století. Arabové stávající správní systémy zřejmě změnili jen nepatrně, neboť pracovaly poměrně efektivně. Přesto byl kalifát hlavně zpočátku relativně špatně spravován. Správcové provincií měli značnou moc, s kterou mohli nakládat, jak se jim jen zamanulo. Teprve schopný organizátor, kalif Mu‘ávija I., vytvořil pevnou centrálně řízenou administrativu. V náboženských otázkách byli Arabové s výjimkou pohanů relativně tolerantní. Stoupenci křesťanství, judaismu a zoroastrismu museli odvádět speciální daň z hlavy (džizja) a nemohli nosit zbraně, avšak směli nadále praktikovat svou víru, třebaže ne veřejně. Tento status se nazývá dhimma. Teprve později došlo k značným násilnostem ze strany muslimů. Rovněž daňové zatížení nevěřících později získalo vzestupnou tendenci.
Arabové zakládali na dobytých územích četná nová města (Kúfa, Basra, Fustát, Kairouan, Fes, Tunis), která přebírala funkce dosavadních správních a kulturních center.

## Příčiny pádu Persie a ztráty římských východních provincií
Důvody tohoto jedinečného historického fenoménu jsou historiky ještě stále velmi živě diskutovány. Tento jev je do určité míry srovnatelný s Alexandrovým tažením nebo mongolským vpádem.
Skutečností je, že Byzanc a Persie byly vyčerpány dlouhým obdobím vzájemných válek. Mezi léty 540 a 630 panoval mezi oběma říšemi mír sotva dvacet let. Přičemž v poslední římsko-perské válce se obě říše přivedly téměř na pokraj zániku. Kromě toho měli Arabové na své straně jednu obrovskou výhodu, kterou jejich nepřátelé zcela postrádali: Hluboké fanatické náboženské přesvědčení. Nezanedbatelným důsledkem byla skutečnost, že arabská vojska měla v každé bitvě mnohem vyšší morálku než jejich protivníci. Třebaže náboženství hrálo významnou roli i v poslední římsko-perské válce.
Dalším důležitým aspektem byla všeobecná neoblíbenost ortodoxních císařů v Sýrii a v Egyptě, neboť v těchto zemích převládal Konstantinopolí neuznávaný monofyzitismus. V neposlední řadě je také nutné uvést etnickou příbuznost semitského obyvatelstva dobytých oblastí a Arabů, která je srovnatelná se vztahem evropských Řeků a Římanů.
Arabové podrobenému obyvatelstvu dovolili vykonávat své náboženství, i když za to bylo nuceno platit daň z hlavy. To se vztahovalo jak na křesťany, tak na stoupence zoroastrismu. Tento tolerantní přístup vedl k pozvolné islamizaci obyvatelstva. Svou roli sehrál také fakt, že nevěřící měli jen malou šanci na společenský vzestup. Aspoň zpočátku nesměli dobyvatelé přebírat jednotlivé provincie do svého soukromého vlastnictví (což se však mělo brzy změnit). Během svých výbojů se Arabové domohli ohromné kořisti, která byla nepochybně významným stimulem těchto válečných tažení. Dosavadní správní orgány byly Araby obvykle přebírány. Řečtina tak zůstala až do konce 7. století úředním jazykem na někdejších východořímských územích. V Persii byl zachován sásánovský systém výběru daní.
Východořímská armáda byla po dlouhé válce s Peršany demobilizována. Římanům proto zabralo spoustu času než se jejich vojsko stalo opět plně aktivní. Sásánovská říše byla následnou vnitřní krizí oslabena ještě zásadněji. Arabskými útoky byla překvapena předtím, než se dokázala znovu konsolidovat.